# Kaefferkopf
L'alsace grand cru kaefferkopf, ou kaefferkopf, est un vin blanc français produit sur le lieu-dit le Kaefferkopf, situé sur la commune d'Ammerschwihr, dans le département du Haut-Rhin, en Alsace.
Il s'agit d'un des cinquante-et-un grands crus du vignoble d'Alsace, bénéficiant chacun d'une appellation mais partageant le même cahier des charges alsace grand cru (avec des contraintes plus rigoureuses que pour l'appellation alsace). Le Kaefferkopf est le dernier à avoir rejoint les grands crus d'Alsace, en 2007.
L'aire d'appellation, particulièrement vaste pour un grand cru d'Alsace, produit principalement du gewurztraminer, complété par du riesling et un peu de pinot gris. De façon originale, une petite partie des raisins vendangés est utilisée pour produire un vin d'assemblage.

## Histoire
La première citation du terroir « Kaefferkopf » remonte à 1338, dans le registre cadastral de l'abbaye de Pairis (cette abbaye cistercienne se trouvant à Orbey était le propriétaire du village de Katzenthal), sous la forme zem Kefersberg.
Selon un rapport d'expert de Louis Rieder à Colmar, en date du 24 octobre 1931, les propriétaires de vignes sur la commune d'Ammerschwihr ont le droit à l'appellation « Kaefferkopf », à condition de répondre à certaines normes. Ce rapport est officialisé par un jugement de justice prononcé le 24 février 1932. À cette époque, 67,81 hectares sont délimités, ce qui permet actuellement aux vignerons d'Ammerschwihr d'insister sur le fait que le Kaefferkopf est la plus vieille appellation du vignoble d'Alsace.
Mais le lieu-dit ne fait pas partie des crus sélectionnés par les décrets du 23 novembre 1983 (les vingt-quatre premiers sélectionnés) et du 17 décembre 1992 (les vingt-cinq suivants) pour constituer l'appellation alsace grand cru.
Finalement le Kaefferkopf rejoint les cinquante autres crus par le décret du 12 janvier 2007, publié le 14 au Journal officiel.
En octobre 2011, tous les grands crus d'Alsace passent du statut de dénominations géographiques au sein d'une même appellation à celle d'appellations partageant le même cahier des charges.

### Étymologie
Le nom Kaefferkopf signifie la « tête de coléoptère », de Käfer, le coléoptère, et de Kopf, la tête. Ce terme se rapporte à la forme du sommet de côte.

## Situation géographique

Carte du vignoble alsacien, avec l'indication des grands crus.

Le Kaefferkopf se situe en France, dans la région Alsace, plus précisément dans le département du Haut-Rhin, sur la commune d'Ammerschwihr à 9 kilomètres au nord-ouest de Colmar.
Sur la route des vins d'Alsace, le Kaefferkopf se trouve entre le Schlossberg au nord et le Wineck-Schlossberg le jouxtant à l'est (ce dernier cru est en partie sur la commune d'Ammerschwihr). Certaines parcelles sont à cheval sur les deux dénominations Kaefferkopf et Wineck-Schlossberg.

### Géologie et orographie
Les collines sous-vosgiennes correspondent à une série de failles formant la transition entre les Vosges cristallines et la plaine du Rhin sédimentaire sous forme d'un escarpement.
En sommet, couvert par les bois, le sous-sol est composé de gneiss. Les vignes commencent en dessous à l'étage du granite porphyroblastiques (granite de Kaysersberg), qui laisse la place au sud vers Katzenthal au granite à deux micas (granite de Turckheim).

En dessous se trouvent des couches datant du Trias, d'abord du grès vosgien du Buntsandstein moyen (de couleur rose à rouge, formé de grains de quartz réunis par un ciment silico-ferrugineux), puis du grès bigarré du Buntsandstein supérieur (avec lentilles d'argile dessus et galet à la base), et enfin au sud d'Ammerschwihr une zone étroite avec des dolomies et des marnes du Lettenkohle.
Au pied du coteau se trouvent des colluvions composées d'arènes et de sables limoneux, qui font la liaison avec les alluvions caillouteuses des terrasses supérieures de la plaine d'Alsace,. La vigne pousse sur des sols bruns qui comprennent des débris issus des roches citées. Ces sols sont saturés en calcium et en magnésium, éléments qui contribuent fortement à la perception de la minéralité des vins. Ils sont lourds et profonds, avec un taux d'éléments fins élevés (argiles et limons), qui amènent de la structure et de la complexité.

### Climatologie
À l'ouest, les Vosges protègent le coteau du vent et de la pluie. Les vents d'ouest dominants perdent leur humidité sur le versant occidental des Vosges et parviennent en Alsace sous forme de foehn, secs et chauds. Les précipitations sont donc particulièrement faibles.
De ce fait, le climat est bien plus sec (Colmar est la station la plus sèche de France) et un peu plus chaud (avec une température annuelle moyenne plus haute de 1,5 °C) que ce qui serait attendu à cette latitude. Le climat est continental et sec avec des printemps chauds, des étés secs et ensoleillés, de longs automnes et des hivers froids.
La station météo de la base de Colmar-Meyenheim (207 mètres) est la plus proche de Ammerschwihr, mais elle est en plaine. Ses valeurs climatiques de 1961 à 1990 sont :
| Mois                              | jan. | fév. | mars | avril | mai  | juin | jui. | août | sep. | oct. | nov. | déc. | année |
| --------------------------------- | ---- | ---- | ---- | ----- | ---- | ---- | ---- | ---- | ---- | ---- | ---- | ---- | ----- |
| Température minimale moyenne (°C) | −2,1 | −1,1 | 1,4  | 4,5   | 8,3  | 11,5 | 13,3 | 12,9 | 10,2 | 6,3  | 1,8  | −1   | 5,5   |
| Température moyenne (°C)          | 0,9  | 2,6  | 6,1  | 9,7   | 13,8 | 17,1 | 19,3 | 18,8 | 15,8 | 10,9 | 5,3  | 1,9  | 10,2  |
| Température maximale moyenne (°C) | 3,8  | 6,3  | 10,8 | 15    | 19,3 | 22,7 | 25,3 | 24,7 | 21,5 | 15,5 | 8,7  | 4,8  | 14,9  |
| Ensoleillement (h)                | 53   | 83   | 128  | 165   | 200  | 223  | 246  | 222  | 176  | 117  | 68   | 52   | 1 724 |
| Précipitations (mm)               | 35,5 | 32,2 | 37,7 | 46,7  | 67   | 67,2 | 59,3 | 63,3 | 46,7 | 37,9 | 47,7 | 40,2 | 581,4 |

## Vignoble

### Présentation
Les parcelles de vigne sont à flanc de coteau, entre 240 et 350 mètres d'altitude, sur des pentes fortes (record à 35 %) exposées plein est ou au sud-est, au-dessus du village d'Ammerschwihr et jusqu'à la limite avec Katzenthal plus au sud.
L'aire plantée est de 71,65 hectares, séparée en deux zones par le Walbach (un ruisseau).
Cette délimitation ne correspond pas tout à fait à celle datant de 1932, d'où une mesure transitoire jusqu'à la vendange 2031 permettant à des parcelles exclues de l'aire délimitée (environ 15 hectares) de pouvoir bénéficier du droit à l'appellation,.

### Encépagement
Les vins correspondant à l'appellation d'origine contrôlée alsace grand cru suivie de la dénomination géographique (nom de lieu-dit) « Kaefferkopf » proviennent soit d'un seul des cépages suivants : gewurztraminer Rs, pinot gris G ou riesling B, soit d'un assemblage. Le gewurztraminer est le principal cépage planté sur le Kaefferkopf avec 55 % de la production déclarée, complété avec 30 % de riesling et 9 % de pinot gris ; le reliquat de 6 % est composé d'assemblage. L'assemblage des cépages est une originalité du Kaefferkopf parmi les grands crus alsaciens (avec l'Altenberg-de-bergheim). Ce peut être du gewurztraminer Rs (dans une proportion comprise entre 60 et 80 % de l'encépagement), du riesling B (dans une proportion comprise entre 10 et 40 %), du pinot gris G (dans une proportion ne dépassant pas 30 %) ou un muscat (muscat ottonel B, muscat blanc à petits grains B ou muscat rose à petits grains Rs, dans une proportion ne dépassant pas ensemble 10 %).
Le gewurztraminer Rs (signifie « traminer aromatique » en allemand) est un cépage rose, aux baies orange ou tirant vers le violet. Ce proche parent du savagnin B et du savagnin rose Rs (appelé en Alsace klevener de Heiligenstein) est plutôt vigoureux, fournit de gros rendements et donne de meilleurs résultats sur des sols marneux ou calcaires que sur des sols granitiques ou schisteux.
Le riesling B donne de meilleurs résultats sur les terrains granitiques, donc il est assez peu planté sur le Kaefferkopf. C'est un cépage au débourrement et à la maturation tardives, nécessitant des coteaux bien exposés au soleil, et dont les vendanges peuvent avoir lieu vers la mi-octobre. Par contre il résiste bien aux gelées d'hiver.
Le pinot gris G (appelé Grauburgunder, « bourguignon gris » en allemand, « malvoisie » dans le Valais ou pinot grigio en Italie) est un cépage fragile et de maturité assez précoce. Il est issu d’une mutation du pinot noir et est donc d’origine bourguignonne, où il est appelé « pinot beurot ». Il donne de meilleurs résultats sur des sols composés de cailloutis calcaires, à condition qu'ils soient bien drainés grâce à une exposition en coteau.

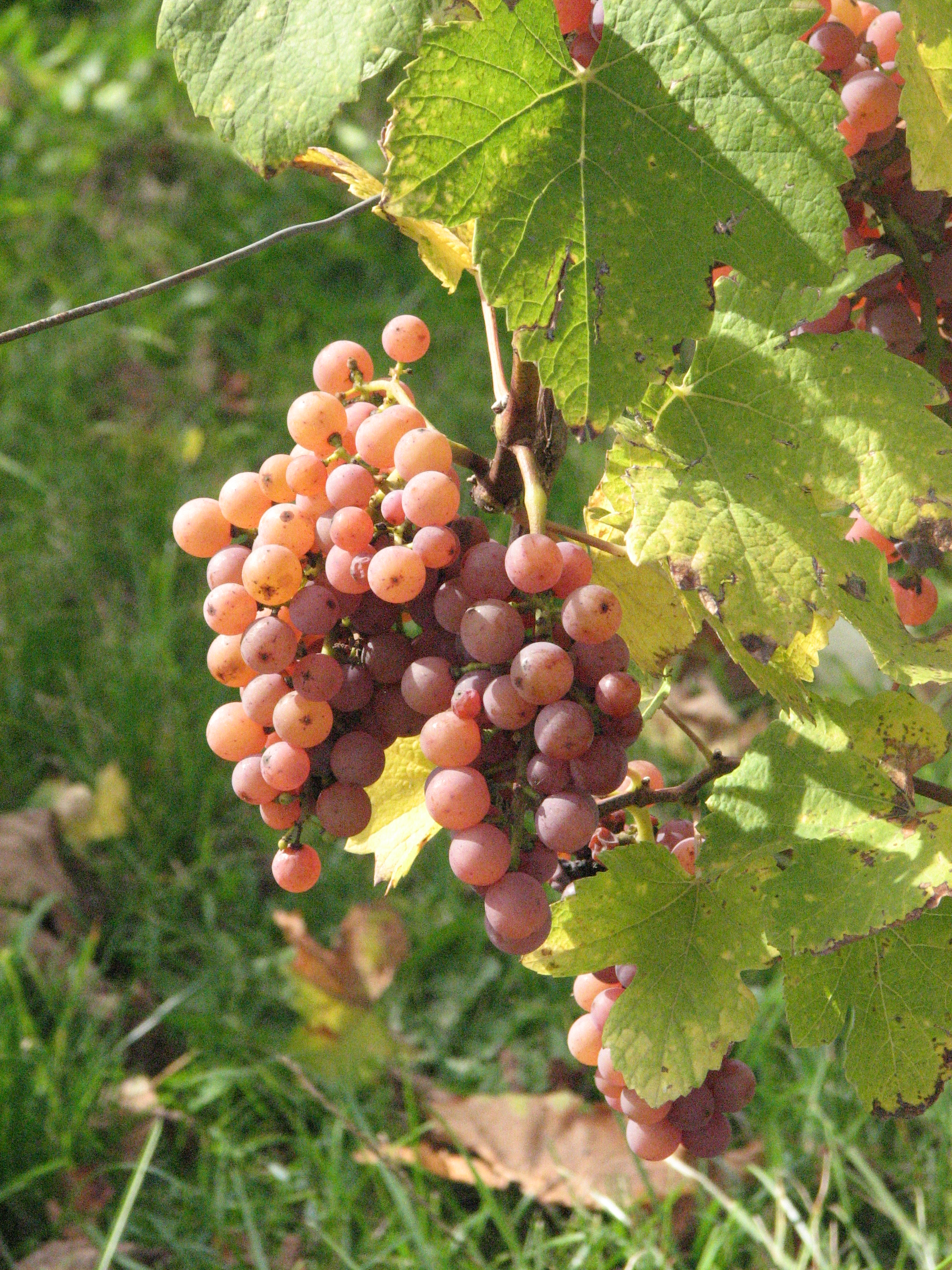
Grappes de gewurztraminer Rs.
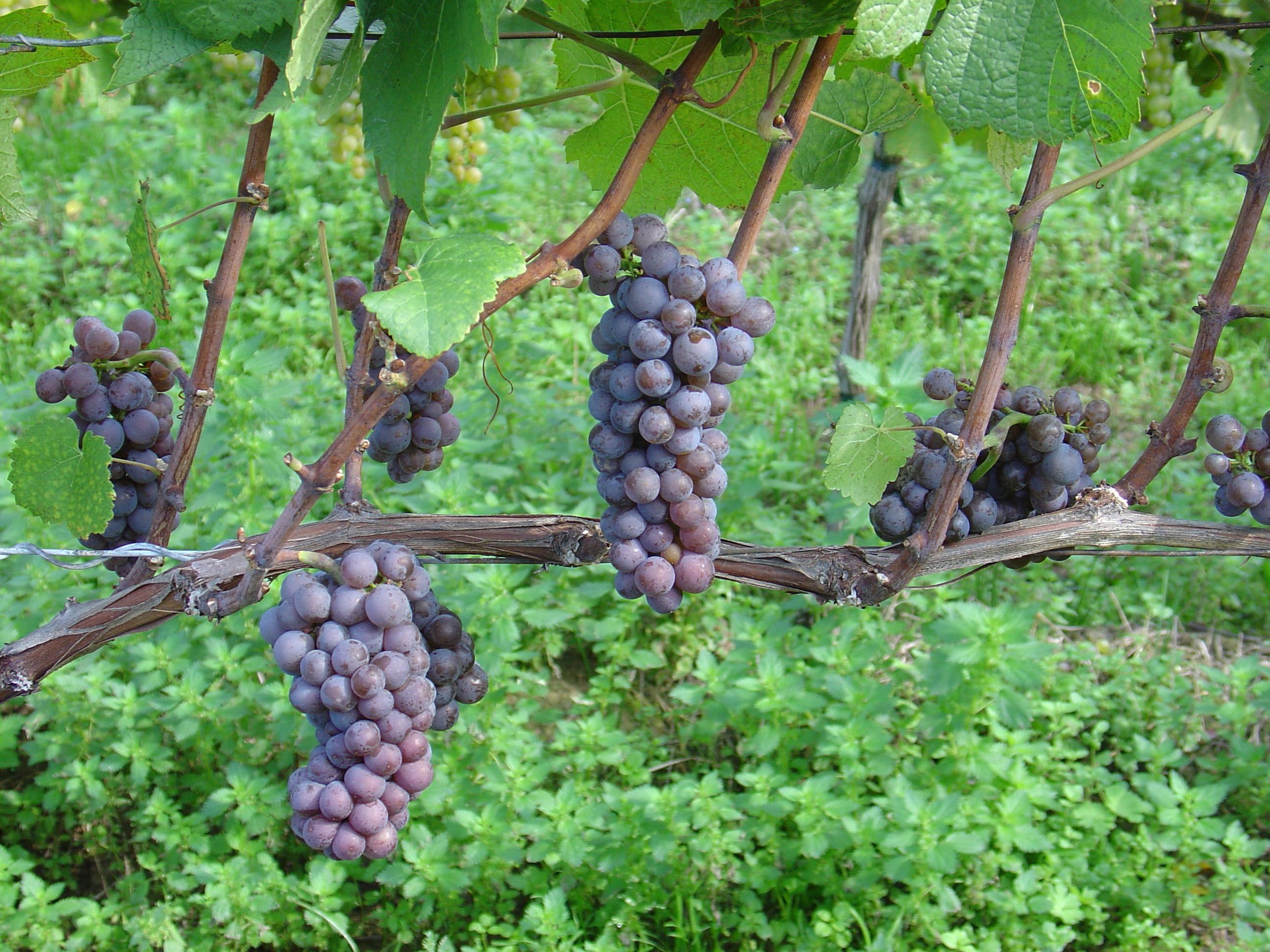
Grappes de pinot gris G.
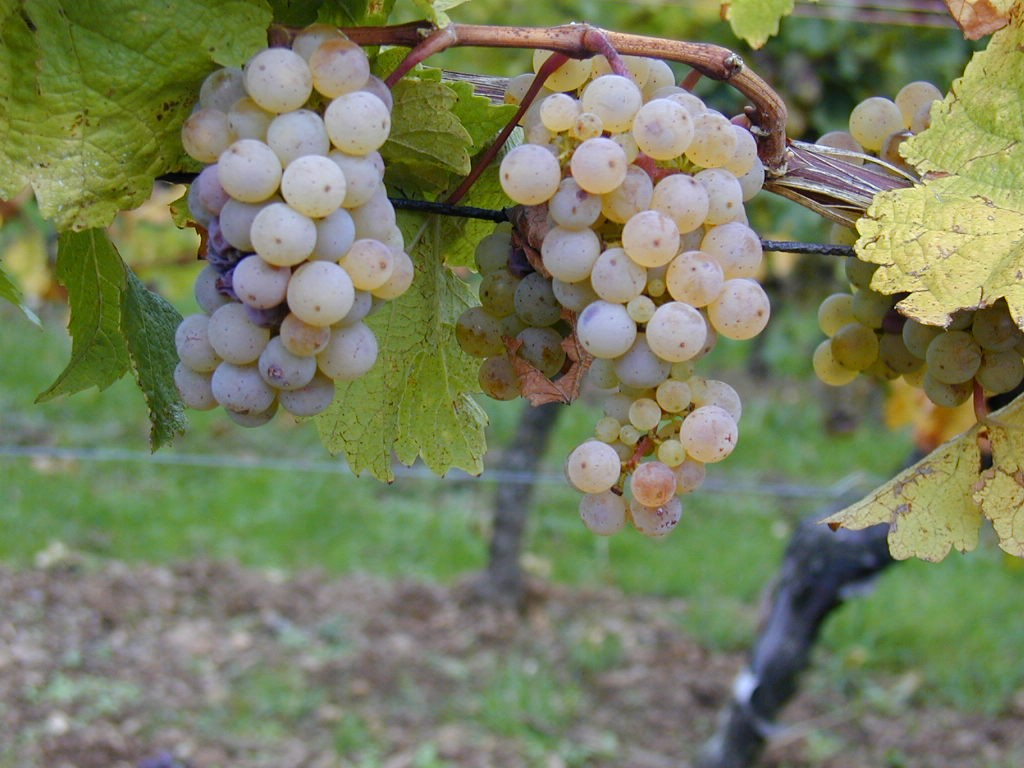
Grappes de riesling B.

### Pratiques culturales
Les vignes sont conduites en hautain pour les protéger du gel, avec le feuillage palissé en espalier ; la hauteur de feuillage palissé ne peut être inférieure à 0,675 fois l'écartement entre les rangs.
La taille de la vigne doit se faire en guyot simple ou double avec un maximum de dix yeux par mètre carré de surface au sol pour le cépage gewurztraminer Rs et huit yeux par mètre carré de surface au sol pour les autres cépages.
La charge maximale moyenne à la parcelle est fixée à 10 000 kilogrammes de raisin par hectare.

### Rendements
La limite de rendement de l'ensemble de l'appellation alsace grand cru est fixée à 55 hectolitres par hectare, avec un rendement butoir à 66 hectolitres par hectare, ce qui est très inférieur aux 80 hectolitres autorisés par l'appellation alsace.
Le rendement réel de l'ensemble de l'appellation (les 51 crus alsaciens) est de 50 hectolitres par hectare en moyenne pour l'année 2009. Bien que ce soit très en dessous des rendements moyens du vignoble d'Alsace, il s'agit d'un rendement dans la moyenne française.
Les grands crus d'Alsace doivent être obligatoirement vendangés à la main.

## Vins

### Titres alcoométriques
Les raisins récoltés doivent présenter un titre alcoométrique volumique naturel moyen minimum de 12,5 % vol. pour les cépages pinot gris G et gewurztraminer Rs et de 11 % vol. pour le riesling B et les muscats.
Les vins issus d'un assemblage présentent un titre alcoométrique volumique naturel moyen minimum de 12 % vol.
Ne peut être considéré à bonne maturité tout lot unitaire de vendanges présentant une richesse en sucre inférieure à 193 grammes par litre de moût pour les cépages pinot gris G et gewurztraminer Rs et à 168 grammes par litre de moût pour les autres cépages.
Lorsqu'une autorisation d'enrichissement est accordée, l'augmentation du titre alcoométrique volumique naturel moyen minimum ne peut dépasser 1,5 % vol.
Sur l'avis du syndicat viticole d'Ammerschwihr, le comité régional d'experts des vins d'Alsace peut proposer annuellement au comité national des vins et eaux-de-vie de l'Institut national des appellations d'origine, pour la dénomination et pour chaque cépage, un titre alcoométrique naturel moyen minimum supérieur et une richesse en sucre des lots unitaires supérieure à ceux susvisés, ainsi qu'un taux d'enrichissement maximum inférieur au taux susvisé.

### Vendanges tardives et sélections de grains nobles
Les vendanges tardives désignent des vins faits à partir de raisins dont la récolte a été retardée pour les obtenir en surmaturité, d'où des vins riches en sucre et en alcool, aux goûts plus puissants, et souvent moelleux. Selon la législation, le moût doit avoir au moins 243 grammes de sucre par litre si c'est du gewurztraminer (soit 14,4 % vol. d'alcool potentiel), ou au moins 220 grammes de sucre par litre si c'est du riesling ou un muscat (soit 13,1 % vol. d'alcool potentiel) ; aucune chaptalisation n'est permise.
Quant à une sélection de grains nobles, il s'agit d'un vin fait à partir de raisins récoltés par tris sélectifs successifs des grains atteints de pourriture noble (le champignon Botrytis cinerea), ce qui donne des vins encore plus concentrés, plus sucrés, liquoreux. Selon la législation, le moût doit avoir au moins 279 grammes de sucre par litre si c'est du gewurztraminer (soit 16,6 % vol. d'alcool potentiel), ou au moins 256 grammes de sucre par litre si c'est du riesling ou un muscat (soit 15,2 % vol. d'alcool potentiel). Là encore, aucune chaptalisation n'est permise.
Le décret du 1er mars 1984 exclut expressément le pinot gris provenant du lieu-dit « Kaefferkopf » des mentions « vendanges tardives » et « sélection de grains nobles ».

### Vinification et élevage
Les grands crus d'Alsace doivent être obligatoirement récoltés manuellement.
Le jour de la vendange, à l'arrivée au chai, le raisin est foulé et pressé pour séparer le moût du marc de raisin. Pour ce travail, les pressoirs pneumatiques remplacent progressivement les pressoirs horizontaux à plateau. Puis le moût est mis en cuve pour le débourbage, qui est le soutirage du jus sans les bourbes, soit par filtrage, soit par décantation en attendant qu'elles se déposent au fond de la cuve.
La fermentation alcoolique débute sous l'action de levures indigènes ou de levures sélectionnées introduites lors du levurage : cette opération transforme le sucre du raisin en alcool. La maîtrise de la température de fermentation par un système de réfrigération permet d'exprimer le potentiel aromatique du produit.
La fermentation achevée au bout d'un mois, le vin est soutiré afin d'éliminer les lies. La fermentation malolactique n'est généralement pas réalisée, bloquée par un sulfitage pour conserver son acidité au vin. Ce dernier peut être stocké en cuve pour le préparer à l'embouteillage ou élevé en barrique ou foudres de bois de chêne.
Le vin est soutiré, puis généralement de nouveau filtré avant le conditionnement en bouteilles.

### Gastronomie
En plus d'une dégustation à l'apéritif, les kaefferkopfs s'accordent classiquement avec la cuisine alsacienne.
Le gewurztraminer peut aller avec du foie gras de canard, de la cuisine exotique, y compris celle épicée, voire avec des fromages forts. Le pinot gris convient avec du foie gras d'oie, un magret ou une poularde par exemple. Le riesling du Kaefferkopf s'allie avec un poisson ou des crustacés cuisinés.

## Économie

### Type de bouteilles
Les vins d'Alsace doivent être mis en bouteille uniquement dans des flûtes, bouteilles du type « vin du Rhin » de 75 centilitres, règlementées par des décrets.

### Mentions
Dans tout le vignoble d'Alsace, les vins sont le plus souvent identifiés par leur(s) cépage(s) : riesling, gewurztraminer, etc. Cette mention domine l'étiquette même si elle est facultative.
Lors de la création de l'appellation alsace grand cru, le but était clairement de valoriser le terroir. La mention du cépage n'y est pas obligatoire et il est possible de mettre le nom de la dénomination en caractères plus grands que celui du cépage.
Donc plusieurs mentions sur l'étiquette de la bouteille sont possibles, soit simplement le nom de l'appellation et de la dénomination géographique (alsace grand cru Kaefferkopf), soit avec en plus une mention de cépage (gewurztraminer, pinot gris ou riesling), à laquelle peut être rajoutée la mention sélection de grains nobles ou vendanges tardives :
- alsace grand cru Kaefferkopf ;
- alsace grand cru Kaefferkopf gewurztraminer ;
- alsace grand cru Kaefferkopf pinot gris ;
- alsace grand cru Kaefferkopf riesling ;
- alsace grand cru Kaefferkopf sélection de grains nobles gewurztraminer ;
- alsace grand cru Kaefferkopf sélection de grains nobles riesling ;
- alsace grand cru Kaefferkopf vendanges tardives gewurztraminer ;
- alsace grand cru Kaefferkopf vendanges tardives riesling.

### Liste de producteurs
- Maison Jean-Baptiste Adam, à Ammerschwihr[19] ;
- Domaine Pierre Adam, à Ammerschwihr [20];
- Audrey et Christian Binner, à Ammerschwihr[21] ;
- Albert Bohn, à Ammerschwihr[22] ;
- Romuald Bohn, à Ammerschwihr ;
- Pierre Colon, à Ammerschwihr[23] ;
- Henri Ehrhart, à Ammerschwihr[24] ;
- Félix Eppele & fils, à Ammerschwihr ;
- Henri Florence & fils, à Ammerschwihr ;
- Dominique Freyburger, à Ammerschwihr ;
- Maison Marcel Freyburger, à Ammerschwihr[25] ;
- Jérôme Geschickt & fils, à Ammerschwihr ;
- Domaine Maurice Griss, à Ammerschwihr ;
- Lucien Habold & fils, à Ammerschwihr ;
- Alphonse Heitzmann & fils, à Ammerschwihr ;
- Jean-Baptiste Heitzmann & fils, à Ammerschwihr ;
- Jérôme Heitzmann, à Ammerschwihr ;
- Domaine Léon Heitzmann, à Ammerschwihr[26] ;
- Alphonse Hunckler & fils, à Ammerschwihr ;
- Michel Hunckler, à Ammerschwihr ;
- Jean-Pierre Kappler, à Ammerschwihr[27] ;
- Kuehn SA, à Ammerschwihr[28] ;
- Marcel Lichtle & fils, à Ammerschwihr ;
- Alphonse & Laurent Mandres, à Ammerschwihr ;
- Pierre et Audrey Merckle, à Ammerschwihr[29] ;
- Théodore Meyer & fils, à Ammerschwihr ;
- J-J. & Y. Mittelberger, à Ammerschwihr ;
- Martin Schaetzel, à Ammerschwihr[30] ;
- Thierry & Bernard Scherrer, à Ammerschwihr[31] ;
- Joseph Schiele, à Ammerschwihr ;
- Paul & Denis Schiele, à Ammerschwihr ;
- Bernard Schneider, à Ammerschwihr[32] ;
- Maurice Schneider, à Ammerschwihr ;
- Maurice Schoech, à Ammerschwihr ;
- Maurice Schueller, à Ammerschwihr ;
- Jean-Martin Sibler, à Ammerschwihr[33] ;
- Sick-Dreyer, à Ammerschwihr[34] ;
- Corinne & Jean-Marc Simonis, à Ammerschwihr[35] ;
- René & Étienne Simonis, à Ammerschwihr ;
- Domaine de la Sinne (Frédéric Geschickt), à Ammerschwihr ;
- Fabienne et Clément Tempé, à Ammerschwihr[36] ;
- Tempé-Jessel, à Ammerschwihr[37] ;
- Jean-Marie Thomann, à Ammerschwihr[38] ;
- André Thomas & fils, à Ammerschwihr ;
- Wackenthaler (EARL François Wackenthaler), à Ammerschwihr[39] ;